# 1274 Delportia
1274 Delportia è un asteroide della fascia principale. Scoperto nel 1932, presenta un'orbita caratterizzata da un semiasse maggiore pari a 2,2289642 UA e da un'eccentricità di 0,1135773, inclinata di 4,39772° rispetto all'eclittica.
Così denominato in onore dello scopritore, l'astronomo belga Eugène Joseph Delporte.